# I Stay Away
I Stay Away – drugi singel amerykańskiego zespołu muzycznego Alice in Chains, promujący wydany w styczniu 1994 minialbum Jar of Flies. Utwór został zamieszczony na trzeciej pozycji. Czas trwania wynosi 4 minuty i 14 sekund, co sprawia, że należy on do jednej z krótszych kompozycji wchodzących w skład płyty. Autorem tekstu jest Layne Staley, muzykę skomponowali Jerry Cantrell i Mike Inez.
Utwór „I Stay Away” został nagrany przez Alice in Chains podczas sesji do minialbumu Jar of Flies we wrześniu 1993. Kompozycja, prócz delikatnego, utrzymanego w stylistyce muzyki akustycznej i alternatywnej brzmienia, charakteryzuje się akompaniamentem instrumentów smyczkowych. Singel został w 1995 wyróżniony nominacją do nagrody Grammy w kategorii Best Hard Rock Performance.

## Analiza

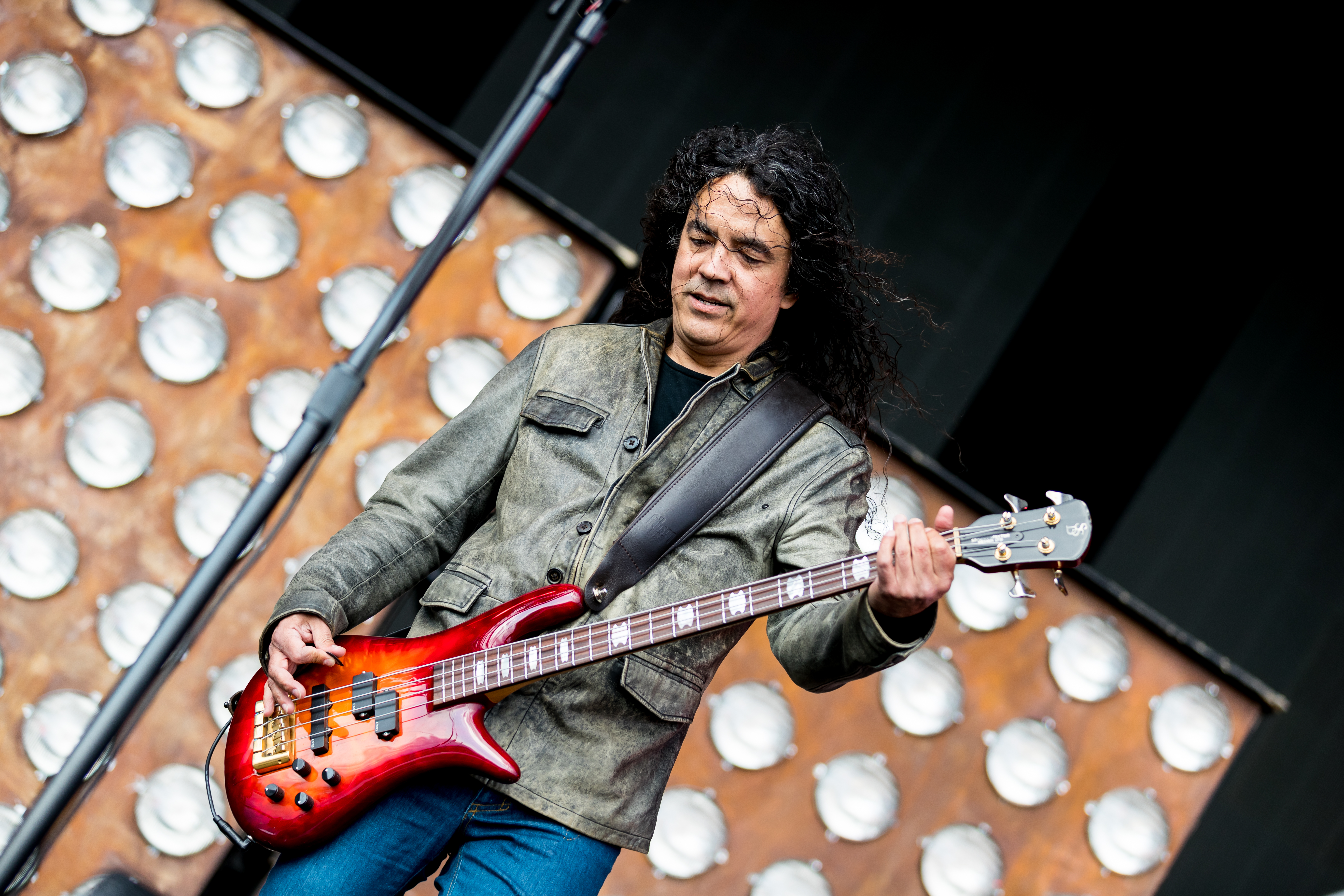
„I Stay Away” jest pierwszym utworem skomponowanym przez Cantrella razem z Mikiem Inezem

W notatce dołączonej do książeczki z kompilacyjnego box setu Music Bank (1999) Jerry Cantrell wspomniał historię nagrywania utworu: „To była pierwsza piosenka, którą skomponowałem wspólnie z Mikiem Inezem, co sprawiło, że ten utwór stał się szczególny. Zresztą cały minialbum Jar of Flies [1994] okazał się zarówno dla fanów, jak i dla nas samych, pokazem dużych możliwości ze strony Mike’a. Gra w sposób mroczny, nieco przygnębiający, ale ma najsłodsze serce na świecie”.
Autorem tekstu jest Layne Staley. Warstwa liryczna odnosi się do skomplikowanej relacji interpersonalnej, w której wyczuwalne jest zjawisko dysfunkcji. Dziennikarz Kyle Anderson podkreślił, że tekst, poprzez wers: „Yeah, I want to travel south this year”, wskazuje na „chęć samodoskonalenia”.
„I Stay Away” został skomponowany przez Jerry’ego Cantrella i Mike’a Ineza według schematu strojenia Db-Ab-Db-Gb-Bb-Eb. Pomimo delikatnych riffów, głównie w początkowej fazie utworu oraz spokojnych, stonowanych i zharmonizowanych linii wokalnych, słychać jest nieco bardziej mroczniejsze momenty, z użyciem gitary elektrycznej, której Cantrell odgrywa partię w otwartym strojeniu D. Przed refrenem, muzyk dodaje szybko zniekształconą zagrywkę opartą na d-moll skali pentatonicznej. Kompozycja zawiera także melodyjną solówkę gitarową. Mike Inez zarejestrował partię gitary dwunastostrunowej. Utwór został nagrany przy akompaniamencie instrumentów smyczkowych. W rozmowie z magazynem „Metal Edge” z maja 1994 Inez przyznał: „Chcieliśmy orkiestrę w tym utworze. Nasza menedżerka Susan Silver myślała, że zwariowaliśmy. Dziewczyna Matta Camerona z Soundgarden, April, zagrała na altówce. Sprowadziła dwie osoby które zagrały na wiolonczelach i jedną na altówce. Zagraliśmy to”.

## Teledysk

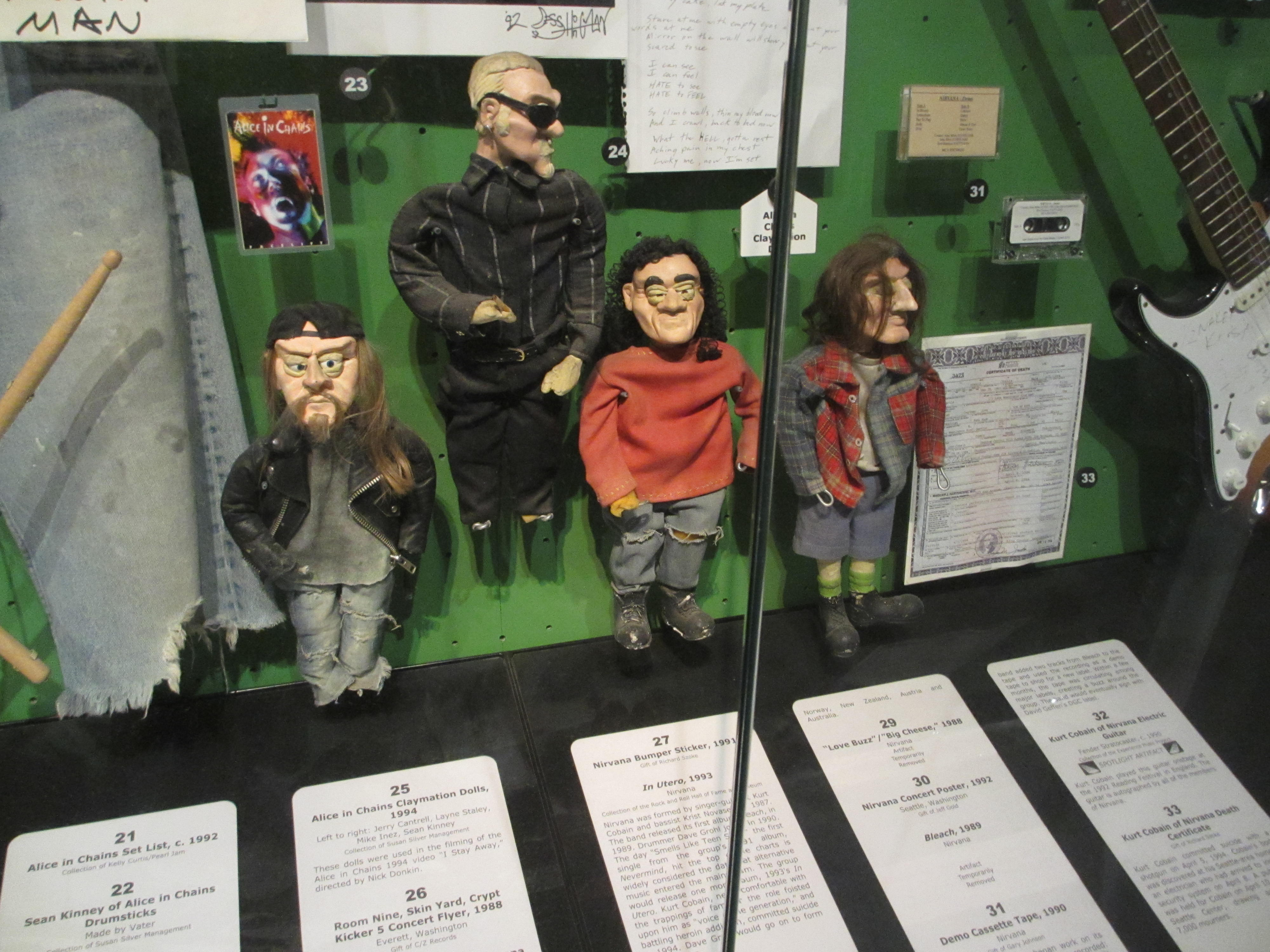
Marionetki z teledysku mieszczą się w Rock and Roll Hall of Fame (2013)

Teledysk do utworu „I Stay Away” został zrealizowany wiosną 1994. Reżyserią zajął się Nick Donkin, znany z filmu krótkometrażowego Święta ćpuna (1993). Wideoklip zrobiony jest w stylu animacji poklatkowej. Członkowie zespołu zostali przedstawieni w formie marionetek znajdujących się w cyrku. Fabuła teledysku ukazuje muzyków jadących do cyrku autobusem, w którym znajduje się również chłopak trzymający słoik much. Po przybyciu na miejsce, uwalnia je ze słoika, powodując tym samym rozwścieczenie tamtejszych zwierząt. W wyniku paniki, ginie jeden z asystentów, a cyrk ulega spaleniu. Po wszystkim, muchy wracają do słoika, a chłopiec jest zadowolony ze swojego czynu.
Wideoklip dostępny jest na płycie kompilacyjnej Music Bank: The Videos (1999). Marionetki użyte w teledysku, są dostępne w muzeum Rock and Roll Hall of Fame w Cleveland w stanie Ohio.

## Wydanie
Singel „I Stay Away” został opublikowany w maju 1994 nakładem wytwórni Columbia. W Wielkiej Brytanii singel ukazał się nakładem Sony, i zawierał dodatkowo na stronie B kompozycję „Don’t Follow”, również pochodzącą z minialbumu Jar of Flies.
„I Stay Away” został zamieszczony w późniejszym czasie na czterech kompilacyjnych płytach – Nothing Safe: Best of the Box (1999), Music Bank (1999), Greatest Hits (2001) i The Essential Alice in Chains (2006).

## Odbiór

### Krytyczny
Ned Raggett z AllMusic stwierdził, że „tworzenie takich lekkich, akustycznych utworów, to jedna z najmocniejszych stron Alice in Chains”. Autor w swej ocenie zaznaczył, że na pozytywny czynnik złożyły się dwa impulsy, które w połączeniu ze sobą dały bardzo dobry utwór. „Począwszy od pięknej, folkowej gitary Cantrella, poprzez brzmienie smyczkowe, aż do śpiewu Staleya rozpoczynającego się od zdania zawierającego nutę nadziei: «Yeah, I want to travel south this year»”. Raggett podkreślił, że ton utworu jest „spokojny i refleksyjny”. Ric Albano z brytyjskiego „Classic Rocka” zaznaczył, że „I Stay Away” należy do najmocniejszego punktu całego minialbumu. Autor określił go jako „melodyjny utwór posiadający nieco bardziej intensywniejsze refreny za sprawą partii gitary elektrycznej”. Brytyjski miesięcznik „Guitarist” podkreślił, że „ze względu na podwójną harmonię wokalną, kompozycja przypomina skrzyżowanie The Beatles z Simon & Garfunkel”. Diana Darzin z „Kerrang!” zwróciła uwagę na linię melodyczną, podkreślając mrok i akompaniament instrumentów smyczkowych, a sam utwór opisała jako „radosny i przerażający”. Tygodnik „Kerrang!” napisał: „Opatentowany, wijący się riff Cantrella przeciwko wyrazistemu wokalowi Staleya z rozrosłym smyczkowym tłem”. Katherine Turman z dziennika „Los Angeles Times” przyznała, że utwór, ze względu na swój mroczny klimat, w pełni oddaje charakterystyczne brzmienie zespołu. Autorka zwróciła uwagę na styl wokalny Staleya, który jej zdaniem jest „namiętny, dziwnie zmanierowany”. Z kolei Jon Pareles z „The New York Timesa” brzmienie kompozycji porównał do melodyjnego stylu lat 70. spod znaku gitarzysty Jamesa Taylora.

### Komercyjny
14 maja 1994 singel zadebiutował na 39. pozycji notowania Album Rock Tracks, opracowywanego przez tygodnik „Billboard”. 2 lipca, po ośmiu tygodniach obecności na liście, „I Stay Away” uplasował się na 10. lokacie, na której utrzymał się przez trzy tygodnie. Łącznie utwór notowany był przez dwadzieścia sześć tygodni. W zestawieniu końcoworocznym, opublikowanym 24 grudnia, „I Stay Away” zajął 24. lokatę na Album Rock Tracks.

### Nagrody i nominacje
1 marca 1995, podczas gali w Shrine Auditorium w Los Angeles, „I Stay Away” został wyróżniony nominacją do nagrody Grammy w kategorii Best Hard Rock Performance.
| Rok  | Nagroda        | Kategoria                  | Odbiorcy i nominowani | Wynik     | Źródło |
| ---- | -------------- | -------------------------- | --------------------- | --------- | ------ |
| 1995 | Nagroda Grammy | Best Hard Rock Performance | „I Stay Away”         | Nominacja | [ 27 ] |

### Wykorzystanie utworu
W 1994 utwór „I Stay Away” został wykorzystany w jednym z odcinków serialu anonimowego Beavis i Butt-head.

### Zestawienia
W 2011 miesięcznik „Guitar World” sklasyfikował kompozycję na 26. pozycji zestawienia „30 najlepszych utworów wykonanych na 12-strunowej gitarze”. Autorzy Josh Hart i Damian Fanelli swój wybór argumentowali: „Jeśli kiedykolwiek był zespół rockowy, który miał równie silny uchwyt na groźny riff nastrojony do D i introspekcji muzyki akustycznej, to z całą pewnością Alice in Chains. «I Stay Away» jest nie tylko najlepszym momentem 12-strunowej gitary zespołu, lecz także pierwszą kompozycją, którą Cantrell napisał z nowym ówcześnie basistą grupy Mikiem Inezem”. Dziennikarz Michael Danaher z magazynu „Paste” przyznał: „«I Stay Away» jest najbardziej uniwersalnym z utworów, łączącym skomplikowaną kompletację akustyki Cantrella i charakterystycznego śpiewu Staleya”.
| Rok  | Tytuł                                                       | Publikacja     | Pozycja | Źródło |
| ---- | ----------------------------------------------------------- | -------------- | ------- | ------ |
| 2011 | „30 najlepszych utworów wykonanych na 12-strunowej gitarze” | „Guitar World” | 26      | [ 29 ] |
| 2014 | „50 najlepszych grunge’owych utworów w historii”            | „Paste”        | 29      | [ 30 ] |

## Utwór na koncertach
„I Stay Away” na żywo został wykonany tylko raz. Miało to miejsce 2 listopada 2007 podczas charytatywnego koncertu w Benaroya Hall w Seattle, gdzie zespołowi towarzyszyła ponad 200-osobowa orkiestra symfoniczna Northwest Symphony Orchestra.

## Lista utworów na singlu
singel CD (CSK 6056):
| Nr | Tytuł utworu  | Autorzy                                   | Długość |
| -- | ------------- | ----------------------------------------- | ------- |
| 1. | „I Stay Away” | Layne Staley • Jerry Cantrell • Mike Inez | 4:14    |

singel CD (11-002208-17):
| Nr | Tytuł utworu   | Autorzy                  | Długość |
| -- | -------------- | ------------------------ | ------- |
| 1. | „I Stay Away”  | Staley • Cantrell • Inez | 4:14    |
| 2. | „Don’t Follow” | Cantrell                 | 4:22    |
|    |                |                          | 8:36    |

## Personel
Opracowano na podstawie materiału źródłowego:
|  | Alice in Chains - Layne Staley – śpiew - Jerry Cantrell – gitara akustyczna, gitara elektryczna, wokal wspierający - Mike Inez – gitara basowa, gitara dwunastostrunowa - Sean Kinney – perkusja Muzycy sesyjni - April Acevez – altówka - Justine Foy – wiolonczela - Matthew Weiss – altówka - Rebecca Clemons-Smith – wiolonczela | Produkcja - Producent muzyczny: Alice in Chains - Inżynier dźwięku: Toby Wright - Miksowanie: Toby Wright w Scream Studio, Los Angeles - Mastering: Precision Mastering |

## Notowania i certyfikaty
| Lista (1994)                          | Pozycja |
| ------------------------------------- | ------- |
| Album Rock Tracks (Stany Zjednoczone) | 10      |

| Lista (1994)                          | Pozycja |
| ------------------------------------- | ------- |
| Album Rock Tracks (Stany Zjednoczone) | 24      |

| Państwo                  | Certyfikat  | Sprzedaż |
| ------------------------ | ----------- | -------- |
| Stany Zjednoczone (RIAA) | złota płyta | 500 000+ |